# 马泰奥·卡斯塔尔多
马泰奥·卡斯塔尔多（義大利語：Matteo Castaldo，1985年12月11日—），意大利男子赛艇运动员。他曾代表意大利参加2016年和2020年夏季奥林匹克运动会赛艇比赛，共获得二枚铜牌。